# Allianz Partners
Die Allianz Partners S.A.S ist ein operativer Teil des Versicherungskonzerns Allianz SE, der am Markt unter den Marken Allianz Assistance, Allianz Automotive, Allianz Travel und Allianz Care auftritt und weltweit in der Assistance- und Versicherungs-Branche tätig ist. Allianz Partners wird vom Chief Executive Officer Tomas Kunzmann geleitet, der an Sirma Boshnakova als Mitglied des Vorstands der Allianz SE berichtet.
Als B2B2C-Marktführer für Assistance und Versicherungslösungen innerhalb des Allianz Konzerns steht Allianz Partners vertrauensvoll an der Seite seiner Geschäftspartner und deren Kunden. Das Unternehmen ist spezialisiert auf schnelle Hilfe in Notfallsituationen und bietet innovative und maßgeschneiderte Lösungen in den Bereichen Mobilität, Reise, Gesundheit sowie Haus & Wohnen. 
Die Allianz Partners Gruppe beschäftigt rund 22.600 Mitarbeitende und ist in 73 Ländern weltweit aktiv.

## Geschichte
1950 wurde die Schweizer Elvia als Reiseversicherungs-Tochtergesellschaft der Helvetia-Unfall-Versicherung (siehe Helvetia Versicherungen) gegründet. 1974 wurde SACNAS-Mondial Assistance in Frankreich gegründet, um das wachsende Geschäftsfeld der Assistance (Reise-, Roadside- und Medizinische Assistance) zu bedienen. Assurances générales de France (AGF; seit 2009 Allianz France) wurde 1979 Aktionär.
1995 erfolgte der Eintritt in die Allianz Gruppe. Im Jahr 2000 schlossen sich die Elvia Reiseversicherungs-Gesellschaft und SACNAS-Mondial Assistance zusammen und begründeten die Holding Mondial Assistance. Am 1. Januar 2007 fusionierten die vier französischen Tochtergesellschaften der Allianz (Mondial Assistance, France Secours, Elvia und SSC) zur Mondial Assistance.
Per 1. Januar 2011 wurde Mondial Assistance in Allianz Global Assistance S.A.S umfirmiert. Am 1. Januar 2014 erfolgte die Umfirmierung in Allianz Worldwide Partners S.A.S. und am 16. Oktober 2017 in Allianz Partners S.A.S.